# Încurcătură blestemată

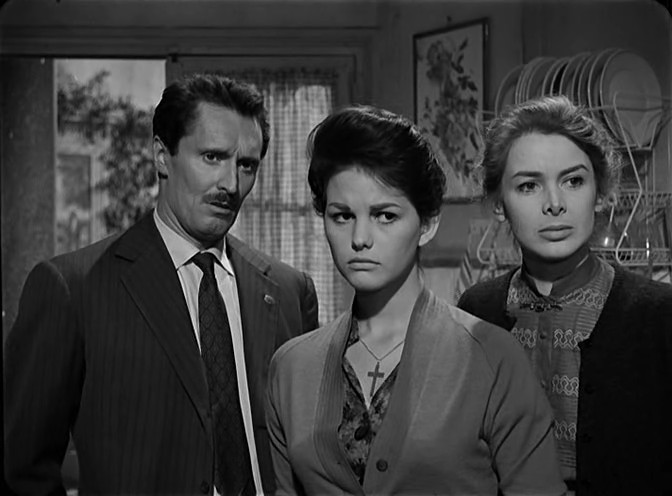
Comisarul (Pietro Germi), servitoarea (Claudia Cardinale) și Liliana (Eleonora Rossi Drago) într-o scenă din film

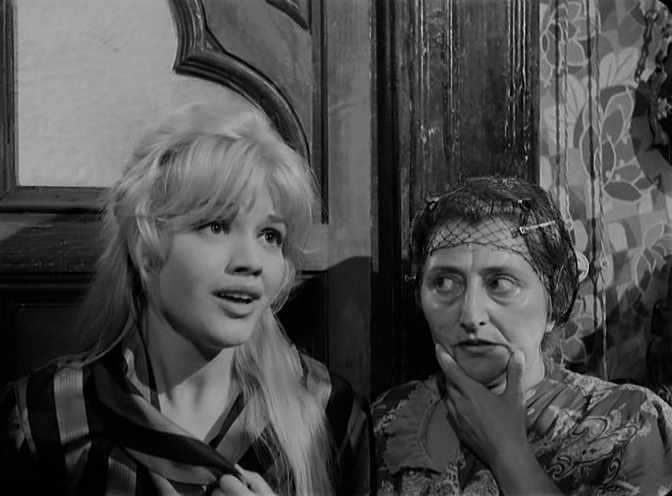
Cristina Gaioni (stânga), în filmul Încurcătură blestemată

Încurcătură blestemată (titlul original: în italiană Un maledetto imbroglio) este un film dramatic italian, realizat în 1959 de regizorul Pietro Germi, după romanul Încurcătura blestemată din strada Merulana (Quer pasticciaccio brutto de via Merulana, din 1957) al scriitorului Carlo Emilio Gadda. Protagoniștii sunt actorii Pietro Germi, Claudia Cardinale, Franco Fabrizi și Claudio Gora. 

## Rezumat
La bogatul burlac Anzaloni, care locuia în Piazza Farnese din Roma, s-a produs un furt. Hoțul, fuge cu niște obiecte de valoare dar fiind mascat nu poate fi recunoscut. Inițial se suspectează a fi Diomede, logodnicul servitoarei Assuntina, angajată în apartamentul vecin, la doamna Banducci. Când acesta vede că poliția o interoghează pe logodnica sa, intră în panică și vrea să fugă. Este prins însă el are un alibi, o americană bogată. Puțin mai târziu, doamna Banducci, este găsită ucisă. Corpul ei este descoperit pe podea de vărul ei Massimo Valdarena, care a venit să o viziteze. Comisarul de poliție Ingravallo, care investighează cazul, nu exclude o legătură între cele două fapte.
Ingravallo continuă cu o mare încăpățânare și asigură cele câteva urme rămase ale crimei. El observă că hoțul mascat a descoperit în mod surprinzător de ușor și rapid obiectele de valoare. De asemenea, Valdarena a eliminat o scrisoare adresată lui însuși, din apartament. Soțul Lilianei, Remo Banducci, plecat din Roma în momentul crimei, este uimit că soția lui și-a schimbat recent testamentul în dezavantajul său. În cursul anchetei, devin evidente tot mai multe inconsecvențe și minciuni, fațada îngrijit ridicată a celor implicați se năruie, în spatele presupusei lor decențe.
În curând apar informații care arată ambele cazuri într-o lumină complet diferită. Hoțul este prins în cele din urmă, dar crima rămâne nerezolvată pe moment. Dar dintr-o dată apare un nou argument cu care poți găsi în cele din urmă pe făptașul crimei...

## Distribuție
- Pietro Germi – comisarul Ingravallo
- Claudia Cardinale – Assuntina Jacovacci
- Franco Fabrizi – Valdarena, vărul Lilianei
- Cristina Gaioni – Virginia
- Claudio Gora – Remo Banducci
- Eleonora Rossi Drago – Liliana Banducci, soția sa
- Saro Urzì – șeful poliției, Saro
- Nino Castelnuovo – Diomede
- Ildebrando Santafe – Anzaloni
- Peppino De Martino – doctorul Fumi
- Silla Bettini – brigadierul Oreste
- Rosolino Bua – parohul celor patru sfinți
- Loretta Capitoli – Camilla, beduina
- Nanda De Santis – Zamira, cea fără dinți
- Attilio Martella – Marchetti
- Gianni Musy – primul hoț, Retalli
- Toni Ucci – al doilea hoț, Er Patata
- Vincenzo Tocci – al treilea hoț, Filone
- Pietro Tordi – hotelierul Verbania
- Antonio Acqua – generalul Pomilia
- Maria Saccenti – doamna Pomilia
- April Hennessy – femeia americană
- Rina Mascetti – casiera care a telefonat cu Banducci
- Antonio Gradoli – mareșalul Mariano
- Renato Terra – omul notarului

## Coloana sonoră
Filmul începe având ca fond muzical cântecul Sinnò me moro, scris de Germi însuși în colaborare cu maestrul Carlo Rustichelli și cântat de fiica sa de șaisprezece ani, alias Alida Chelli.

## Aprecieri
„ Văzut (și însuflețit) de cineast, comisarul nu este unul dintre acei invincibili „detectivi de delincvenți” care foiesc prin filmul polițist, ci unul care înfruntă atât imperfecțiuni trhnice, cât și propria-i imperfecțiune. Viața-i personală nu e sugerată cu remarcabilă concizie: clipa de repaos din camera sordidă de burlac în care acesta își amintește   de o dragoste ratată. ”—T. Caranfil , Dicționar universal de filme 

## Premii
- 1960 - Nastro d'argento
  - Cel mai bun scenariu
  - Cel mai bun actor în rol secundar (Claudio Gora)
- 1960 - Premiile Globul de Aur
  - Cel mai bun film

## Literatură
- Gadda, Carlo Emilio, Încurcătura blestemată din strada Merulana, București, 1969: Editura pentru Literatură Universală, Colecția Romanul Secolului XX, p. 295